# Mario Valota
Mario Valota (8 febbraio 1918 – 30 settembre 2000) è stato uno schermidore svizzero, vincitore di una medaglia di bronzo nella scherma ai giochi olimpici.